# 歪角河
歪角河，位于中华人民共和国云南省大理白族自治州巍山彝族回族自治县西部地区的一条河流，是黑惠江左岸支流。上游称石房河（也有资料称梨园河或鼠街河为上游），发源于巍山县五印乡新民村以东小鸡足山南麓，蜿蜒向西南流，至牛街乡直捷村专房转向北流，于马鞍山乡青云村移民新村以南汇入黑惠江。河长44.7千米，流域面积530.7平方千米，落差1539米。